# Characoma basisuffusa
Characoma basisuffusa är en fjärilsart som beskrevs av Holloway 1976. Characoma basisuffusa ingår i släktet Characoma och familjen trågspinnare. Inga underarter finns listade i Catalogue of Life.